# Kontingent 88
Kontingent 88 е френска RAC група, основана през 1980-те години.

## Дискография
- 1989 – Au Service De Nos Ancêtres[1]
- 1991 – Générations futures
- 2009 – integraal 2007[2][3]
- Best Of[4]

Demo
- 1987 – Un jour viendra

EP
- 1989 – 1789

Компилации
- 1989 – 100 birthday[5]